# Egretta caerulea

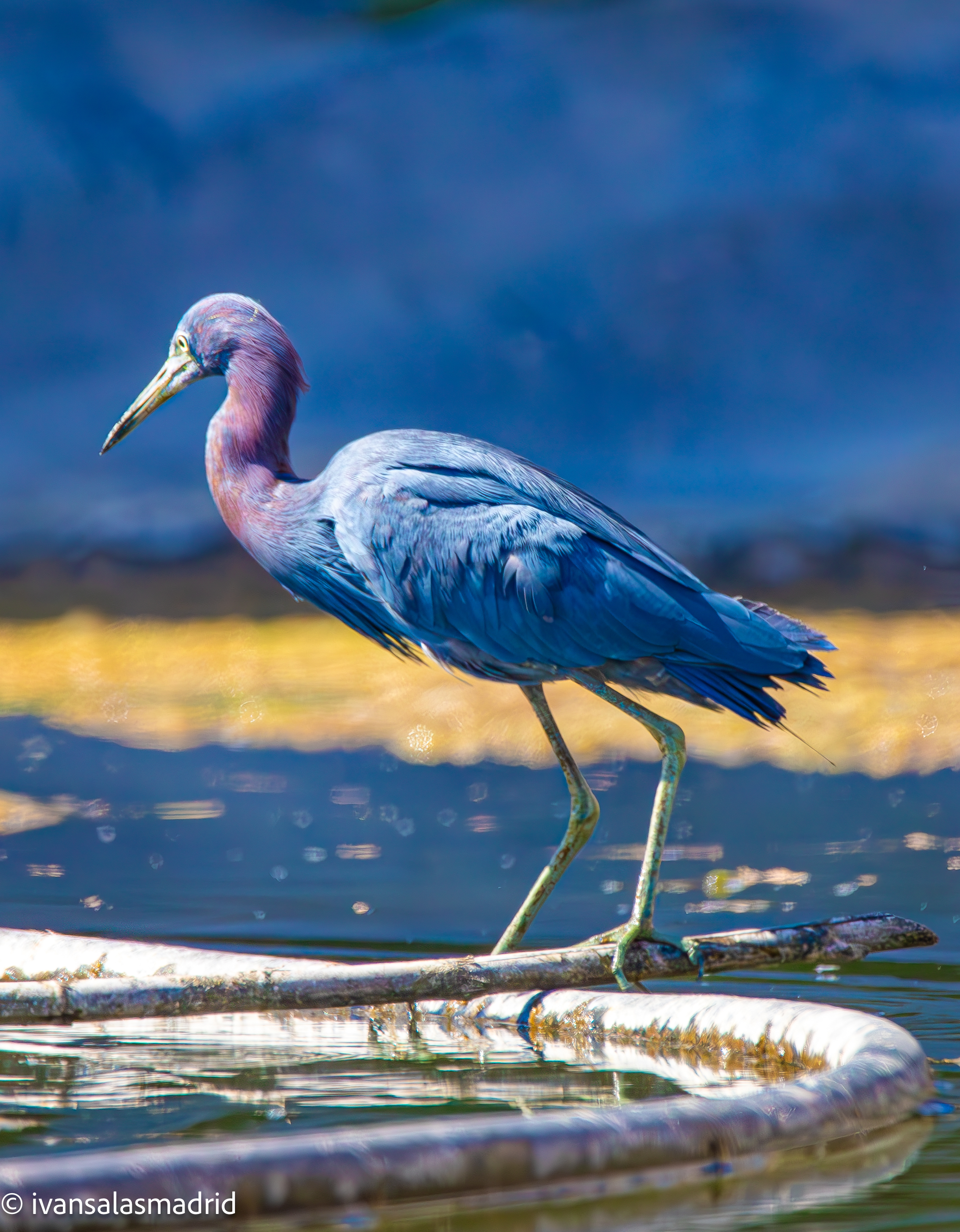

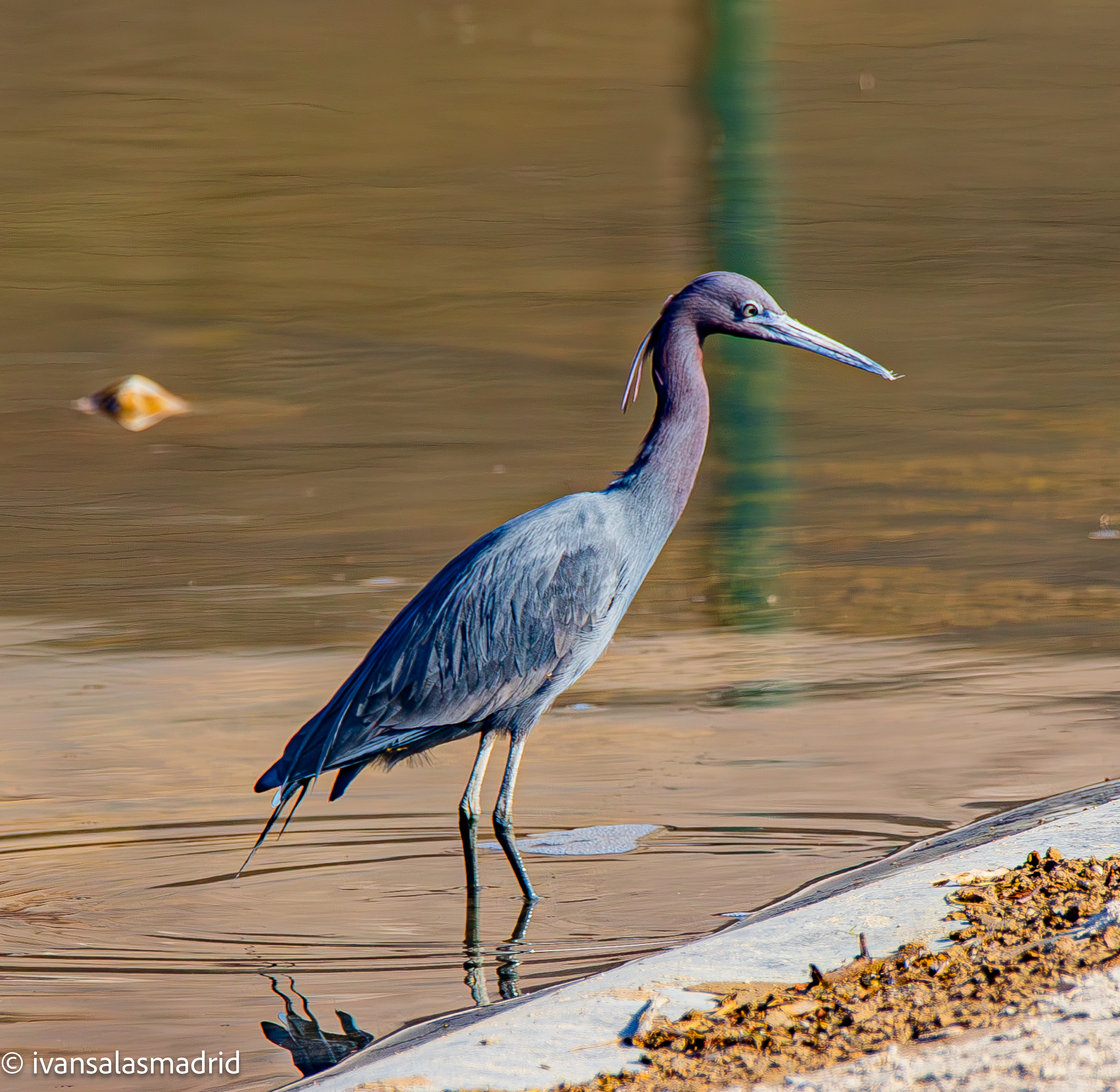
Garza Azul en Tranque Sobraya, Valle de Azapa Arica Parinacota Chile

La garceta azul o garza azul (Egretta caerulea) es una especie de ave pelecaniforme de la familia Ardeidae que habita en la mayor parte del continente americano.

## Distribución

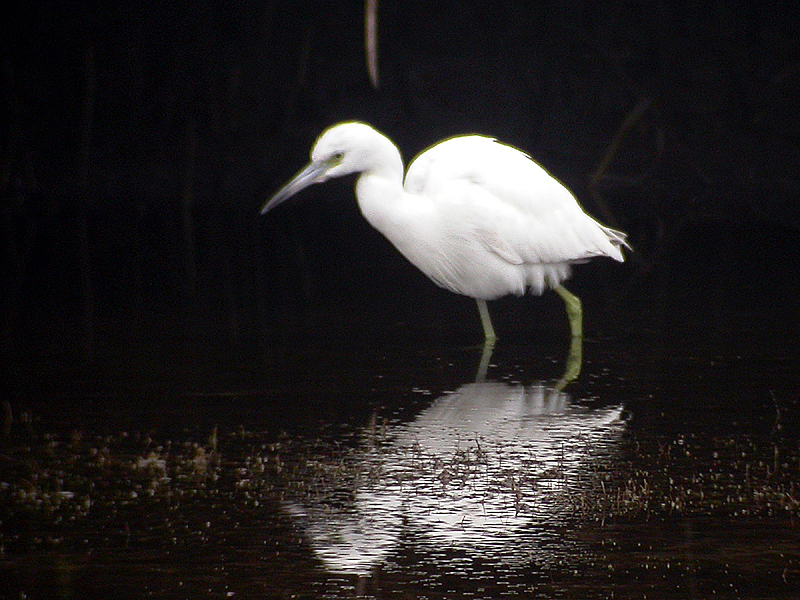
Ejemplar juvenil.

Es nativa de América, desde Estados Unidos a Argentina, y divagante en Chile, Groenlandia, Portugal, Sudáfrica y Uruguay.

## Características

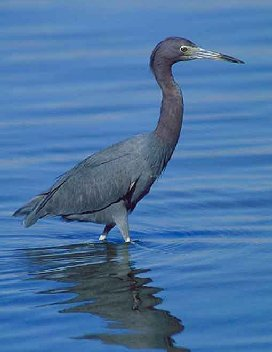
Garza azul en el agua

Esta especie puede llegar a medir de 55 a 60 cm de alto, y pesar 350 g.Tiene las patas largas al igual que el pico.

## Historia natural
Se encuentra en el agua dulce o salada. A diferencia de la mayoría de las garzas, la garceta azul le gusta convivir en grupo, aunque muchas veces se le puede observar solo con su pareja.
Su alimentación consta de animales marinos como peces, algunas ranas, y de insectos. Puede poner de 3 a 7 huevos.